# دم‌خاری سینه‌حنایی
دم‌خاری سینه‌حنایی (نام علمی: Synallaxis erythrothorax) گونه‌ای از پرندگان در زیرتیرهٔ Furnariinae از تیرهٔ تنورمرغان (Furnariidae) است. در بلیز، السالوادور، گواتمالا، هندوراس و مکزیک یافت می‌شود.